# Réacteur intégral à sels fondus
Le réacteur intégral à sels fondus (en anglais Integral Molten Salt Reactor, IMSR) est un projet de petit réacteur nucléaire modulaire de la famille des réacteurs à sels fondus (RSF). De relativement petite dimension, sa puissance doit rester inférieure à 300 MWe, tandis que sa modularité lui permettrait d'être livré préfabriqué sur le site d'une centrale nucléaire.
La conception de l'IMSR est étroitement basée sur celle du réacteur à sels fondus dénaturés (Denatured Molten Salt Reactor ou DMSR) du laboratoire national d'Oak Ridge, et incorpore aussi des idées provenant du petit réacteur modulaire avancé à haute température (Small Modular Advanced High Temperature Reactor ou SmAHTR), une conception ultérieure du même laboratoire. L'IMSR est développé par Terrestrial Energy Inc. (TEI), une société dont le siège est à Oakville, au Canada. L'IMSR est un réacteur « brûleur » qui utilise un combustible liquide, alors que le combustible est solide pour les réacteurs nucléaires conventionnels ; ce liquide contient le combustible nucléaire et sert aussi de liquide de refroidissement primaire.

## Conception

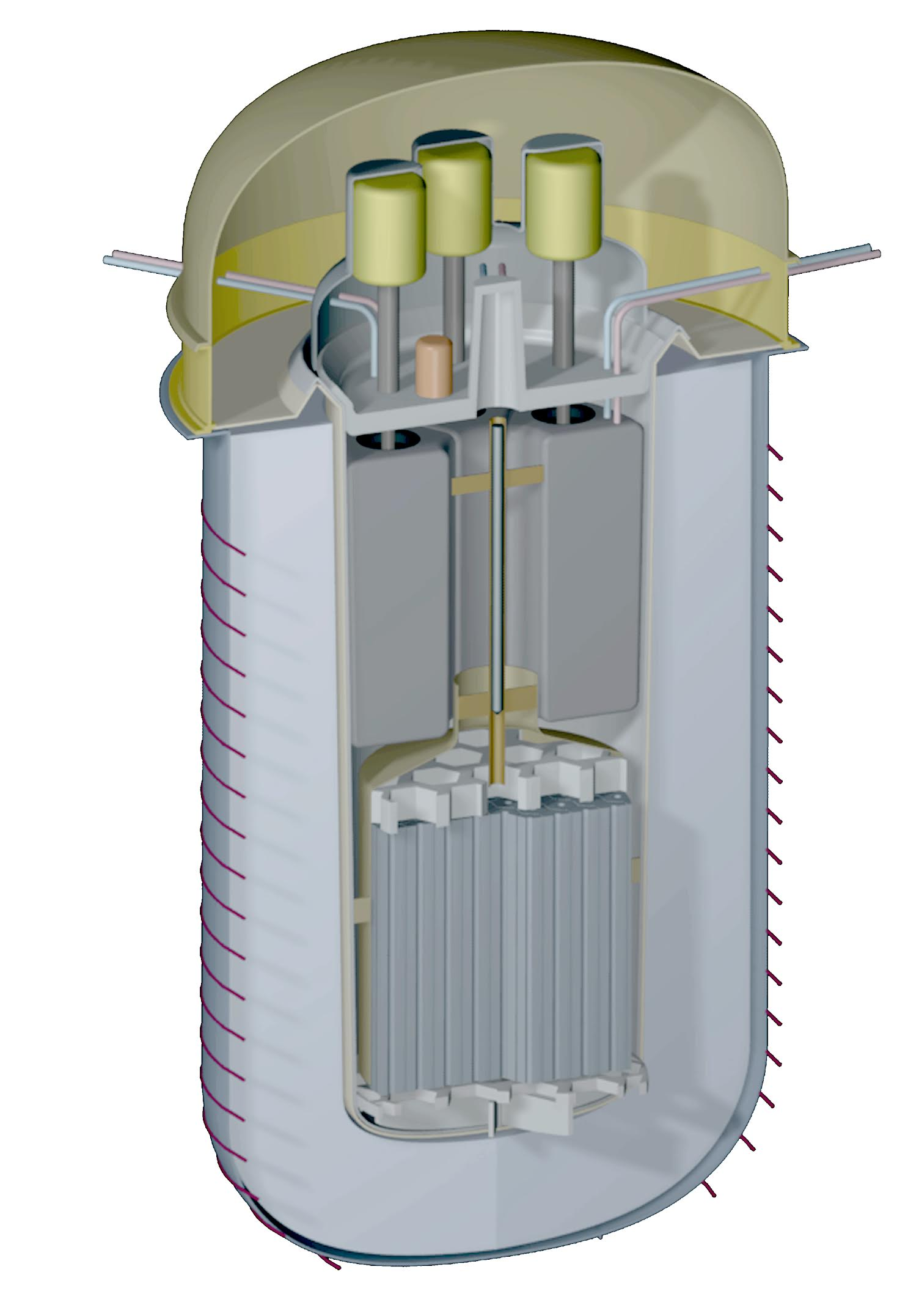
Vue en coupe de l'unité-cœur de l'IMSR, avec l'unité entourée par un réservoir de sel tampon solide, lui-même placé dans un silo sous le niveau du sol. Le module du réacteur IMSR est au cœur de la centrale IMSR. Il contient des échangeurs de chaleur intégrés, des pompes, une barre de commande et la cuve elle-même. Le module complet peut être enlevé pour être remplacé. Les tuyaux enroulés autour de la cuve de sel tampon constituent l'enveloppe de refroidissement passif. Cliquer sur l'image pour l'élargir.

L'IMSR « intègre » dans une unité de réacteur nucléaire compacte, scellée et remplaçable (l'unité-cœur IMSR) tous les composants primaires du réacteur nucléaire qui sont en contact avec le combustible liquide à sels de fluorure fondus : modérateur, échangeurs de chaleur primaires, pompes et barres de commande.
L'IMSR est un petit réacteur modulaire qui appartient à la classe des réacteurs à sels fondus dénaturés. Il emploie donc un combustible nucléaire principalement à base d'uranium avec comme objectif de cycle de combustible un simple convertisseur (ou « brûleur »). Ceci est différent de la plupart des autres concepts de réacteur à sels fondus, qui emploient le cycle de combustible au thorium, ce qui nécessite un objectif plus complexe de surgénération. La conception utilise donc le cycle de combustible bien connu de l'uranium et un combustible d'uranium faiblement enrichi, comme la plupart des réacteurs en fonctionnement aujourd'hui. Le combustible IMSR lui-même est sous forme de tétrafluorure d'uranium (UF4). Ce combustible est mélangé avec des sels porteurs, qui sont également des fluorures tels que le fluorure de lithium (LiF), le fluorure de sodium (NaF) et / ou le fluorure de béryllium (BeF2). Ces sels porteurs augmentent la capacité thermique du combustible (liquide de refroidissement) et abaissent le point de fusion du combustible à fluorure d'uranium.
Ce mélange liquide de combustible et caloporteur est pompé à travers un cœur de réacteur nucléaire critique qui est modéré par des éléments de graphite, ce qui en fait un réacteur à neutrons thermiques. Après être réchauffé dans le cœur, des pompes forcent le combustible liquide à traverser les échangeurs de chaleur disposés à l'intérieur de la cuve du réacteur. L'architecture "intégrée" du réacteur (tous les composants primaires, échangeurs de chaleur, etc. sont positionnés à l'intérieur de la cuve du réacteur) évite l'utilisation de tuyaux externes qui pourraient fuir ou casser. La tuyauterie à l'extérieur de la cuve du réacteur contient un sel de refroidissement secondaire non-radioactif. Ce sel agit comme barrière de confinement et dissipateur de chaleur supplémentaire, et transfère son énergie soit vers une installation standard de turbine à vapeur de qualité industrielle pour générer de l'électricité, soit une utilisation direct de la chaleur du réacteur, soit une combinaison des deux.
L'unité-cœur IMSR est conçue pour être entièrement remplaçable en fonctionnement normal. En cours de fonctionnement, de petits lots de sels de combustible frais sont périodiquement fondus et ajoutés au système de réacteur. Ce processus de ravitaillement en ligne évite l'équipement mécanique de ravitaillement nécessaire pour les systèmes de réacteur à combustible solide.
Ces caractéristiques de conception sont basés en grande partie sur deux conceptions précédentes de réacteurs à sels fondus du laboratoire national d'Oak Ridge (ORNL) - le réacteur à sels fondus dénaturé (DMSR) de 1980 et le petit réacteur modulaire avancé à haute température (SmAHTR), une conception de 2010 à combustible solide mais refroidie par sels liquides. Le DMSR, tel qu'il est pratiqué dans la conception d'IMSR, avait proposé d'utiliser un combustible à sels fondus et un modérateur en graphite dans une conception simplifiée de convertisseur, utilisant de l'uranium faiblement enrichi (UFE) (en combinaison avec du thorium, qui pourrait être utilisé dans l'IMSR), avec des ajouts périodiques de combustible UFE. La plupart des propositions antérieures de réacteurs à sels fondus produisaient plus de combustible que nécessaire pour leur fonctionnement, ils étaient donc des surgénérateurs. Les réacteurs convertisseurs ou « brûleurs » comme IMSR et DMSR peuvent également utiliser du plutonium, à partir d'un combustible usé existant, comme source de combustible de ravitaillement. La proposition SmAHTR, plus récente, était pour un réacteur petit, modulaire, refroidi aux sels fondus, mais alimenté par un combustible solide TRISO.
Terrestrial Energy travaille actuellement sur 3 tailles d’unités différentes, 80 mégawatts thermiques (MWth), 300 MWth et 600 MWth, générant respectivement 33, 141, et 291 mégawatts électriques (MWe) d'électricité, utilisant des turbines à vapeur standards de qualité industrielle. La cogénération est également possible.

## Histoire
L'objectif de TEI est que l'IMSR soit accrédité et prêt pour un déploiement commercial dans la première moitié des années 2020.
La première phase de l’examen du concept par l'autorité de sûreté canadienne a été achevée en novembre 2017. Terrestrial Energy était alors le premier réacteur à obtenir un avis réglementaire officiel d’une autorité de sûreté occidentale concernant la génération IV. L’IMSR est, en octobre 2018, le premier concept de génération IV à entrer dans la deuxième phase de ce processus : celle du pre-licensing, dont la finalisation ouvrira la voie aux demandes de licence de site. Terrestrial Energy espère mettre en service ses premiers réacteurs d’ici la fin des années 2020.

## Fonctionnement
Un élément clé de la conception proposée de l'IMSR est l'unité-cœur remplaçable. Plutôt que d'ouvrir la cuve du réacteur, remplacer le graphite et d'autres composants qui constituent le cœur du réacteur nucléaire, puis de refermer la cuve, l'unité-cœur de l'IMSR est remplacée comme un tout. Elle comprend les pompes, les moteurs de pompes, la barre de commande et les échangeurs de chaleur, qui sont tous soit à l'intérieur de la cuve, soit directement rattachés. 
Pour faciliter le remplacement, il y a deux silos à réacteur dans le bâtiment réacteur, l'un avec une unité-cœur en exploitation, et l'autre au repos ou en refroidissement. Après 7 années de fonctionnement, l'unité-cœur est arrêtée et on la laisse refroidir. Dans le même temps, une nouvelle unité-cœur est activée dans le deuxième silo à réacteur, jusqu'alors inexploité. Cela implique la connexion à la tuyauterie de sel de refroidissement secondaire, la mise en place du couvercle de confinement avec son écran biologique et le chargement avec du sel de combustible neuf. Le couvercle de confinement fournit une deuxième barrière de confinement (la première étant la cuve scellée du réacteur elle-même). La nouvelle unité-cœur peut maintenant démarrer ses 7 ans d'opérations de puissance tandis que l'unité exploitée auparavant dans le silo à côté se refroidit pour permettre aux radionucléides à vie courte de se désintégrer. 
Après cette période de refroidissement, l'unité-cœur usée est enlevée et remplacée, permettant au cycle de revenir au premier silo, 7 ans plus tard, pour les opérations de puissance. Cela fonctionne parce que l'IMSR, avec son combustible liquide, profite d'un ravitaillement en ligne. Au cours de la période d'opération de puissance, de petits lots de sel de combustible frais sont périodiquement fondus et ajoutés au système de réacteur. Avec un réacteur à combustible liquide, ce procédé ne nécessite pas d'équipement mécanique de ravitaillement. Grâce aux unités-cœur remplaçables et au ravitaillement en ligne, la cuve du réacteur IMSR n'est jamais ouverte, assurant ainsi un environnement de travail propre. La centrale IMSR accumule sur le site des unités-cœur scellées usées et des réservoirs de sel de combustible usés dans des silos sous le niveau du sol. Ce mode de fonctionnement permet également de réduire les incertitudes à l'égard de la durée de vie à long terme de matériaux et d'équipements, en les remplaçant de par la conception plutôt que de laisser accumuler des questions connexes de vieillissement telles que le fluage ou la corrosion.

## Sûreté
Les réacteurs nucléaires de puissance ont un grand nombre d'exigences de sûreté fondamentales, que l'on peut classer en trois catégories : contrôler, refroidir et confiner.
L'exigence la plus évidente pour un réacteur nucléaire est la maintenance du contrôle de la criticité de la réaction nucléaire en chaîne. Ainsi, la conception doit prévoir un contrôle précis de la réactivité du cœur du réacteur, et doit assurer un arrêt fiable en cas de besoin. Dans des conditions d'exploitation normales, l'IMSR s'appuie sur la stabilité intrinsèque pour le contrôle de sa réactivité. C'est un comportement de puissance à rétroaction négative (ou à contre-réaction) : avec une autorégulation de la puissance de sortie et de la température, le réacteur est caractérisé en tant que réacteur de suivi de charge. Le système de secours de l'IMSR est une barre de commande commandée par le flux, qui descend dans le cœur si le débit pompé est perdu. Une deuxième protection est fournie par une boîte fusible placée à l'intérieur de l'unité-cœur et remplie d'un poison neutronique très fort qui fond et arrête de façon permanente une unité-cœur en cas de surchauffe.
Un réacteur nucléaire génère de la chaleur, la transporte, et finalement convertit cette chaleur en mouvement dans une turbine à vapeur. De tels systèmes nécessitent que la chaleur générée soit évacuée du système. Une problématique fondamentale des réacteurs nucléaires est alors le fait que, même quand le processus de fission nucléaire est arrêté, une chaleur considérable continue d'être générée par la désintégration radioactive des produits de fission, pendant des jours et même des mois après arrêt. Cette puissance résiduelle est le principal problème de sûreté pour le refroidissement des réacteurs nucléaires parce qu'il est impossible de l'éteindre. Pour les réacteurs à eau légère classiques, la présence de cette puissance résiduelle signifie que, en toute circonstance, un débit d'eau de refroidissement est essentiel pour éviter dommages et fusion du combustible solide. Les réacteurs à eau légère fonctionnent avec un caloporteur volatil, imposant un fonctionnement à haute pression et une dépressurisation en cas d'urgence. L'IMSR utilise à la place un combustible liquide à basse pression. L'IMSR n'est pas dépendant de l'apport d'un caloporteur vers le réacteur, ni de sa dépressurisation : il s'appuie sur un système unique de refroidissement passif. L'unité-cœur est sujette à des pertes constantes de chaleur. En opération normale, ces pertes sont limitées par l'utilisation d'un isolant fusible, sous la forme d'un sel tampon normalement solide. Le sel tampon est placé dans un réservoir annulaire enveloppant le réacteur sur tous les côtés sauf le haut. Lors de l'arrêt des pompes à sel primaires, le réacteur s’arrête passivement, mais il peut encore chauffer lentement à cause de la petite, mais constante, puissance résiduelle, tel que décrit précédemment. Ce réchauffement va fondre le sel tampon, et ainsi absorber la puissance résiduelle initialement par la chaleur latente de fusion, avec ensuite un refroidissement par convection à travers le sel tampon, désormais liquide. À l'extérieur du réservoir de sel tampon annulaire sont disposés une série de tuyaux de refroidissement remplis d'eau : l'enveloppe de refroidissement. Avec le sel tampon fondu, il y a beaucoup moins de résistance thermique, et le sel tampon devient un caloporteur à convection naturelle qui transporte de la chaleur vers l'enveloppe. Cela provoque l'évaporation de l'eau dans l'enveloppe de refroidissement. Il y a suffisamment d'eau dans l'enveloppe pour plus de 7 jours de refroidissement par évaporation. Au-delà de cette période, les pertes de chaleur vers l'air et le sol correspondent à la génération de puissance résiduelle, et le besoin de réapprovisionner l'eau de refroidissement est évité. Dans l'ensemble la dynamique thermique et l'inertie de l'ensemble du système de l'unité-cœur IMSR dans son silo de confinement est suffisant pour absorber et disperser la puissance résiduelle.
L'IMSR est un type de réacteur à sels fondus. Tous les réacteurs à sels fondus présentent un certain nombre de caractéristiques qui contribuent à la sûreté de confinement, surtout concernant les propriétés du sel lui-même. Les sels sont chimiquement inertes. Ils ne brûlent pas et ils ne génèrent aucune matière combustible. Le sel a également une faible volatilité, ce qui permet une pression de fonctionnement très basse de la cuve et des boucles de refroidissement. En d'autres termes, les sels ont des points d'ébullition extrêmement élevés, autour de 1400 °C. Ceci permet d'obtenir une très grande marge à la température normale de fonctionnement d'environ 600 °C à 700 °C. Ainsi, un fonctionnement à faible pression est possible, sans risque d'ébullition du combustible / caloporteur. En outre, la stabilité chimique élevée du sel empêche les réactions chimiques énergétiques telles que la génération et détonation de gaz d'hydrogène et la combustion de sodium, sources de défi pour la conception et le fonctionnement des autres types de réacteurs. En termes techniques, il existe un manque d'énergie potentielle stockée, chimique ou physique. Le sel fluorure lui-même confine de nombreux produits de fission en tant que fluorures non volatils et chimiquement stables, tels que le fluorure de césium. De même, d'autres produits de fission à haut risque tels que l'iode, se dissolvent dans le sel combustible où ils restent liées en tant que sel d'iodure.
En complément du confinement fourni par les propriétés du sel, l'IMSR comporte plusieurs barrières de confinement physique. L'unité-cœur IMSR est une unité de réacteur intégrale, entièrement scellée, avec une probabilité très faible de fuites. Elle est entourée par le réservoir de sel tampon, lui-même une unité complètement étanche, entourée par de l'acier et du béton structurels. L'unité-cœur IMSR est couverte par le haut par un couvercle de confinement en acier qui est lui-même recouvert par d'épaisses plaques d'acier rondes. Les plaques servent d'écran de protection contre les rayonnements, mais protègent également contre les agressions externes telles qu'explosions ou pénétration par un accident d'avion. Le bâtiment réacteur fournit une couche supplémentaire de protection contre ces risques externes, avec une zone de confinement contrôlée et filtrée.
La plupart des réacteurs à sels fondus utilisent un réservoir de vidange par gravité pour le stockage de secours du sel combustible fondu. L'IMSR évite délibérément ce réservoir de vidange avec ses problèmes de sûreté particuliers, car le contrôle du réacteur ou le refroidissement d'urgence reposent sur les autres méthodes déjà décrites. Cela simplifie la conception et élimine la ligne de vidange et les risques associés à une ouverture dans la partie inférieure de la cuve. Le résultat est une conception plus compacte et robuste, avec moins de pièces et peu de scénarios de défaillance.